# هلهله‌چی (ترانه)
«هلهله‌چی» تک‌آهنگی از هنرمند اهل جامائیکا اومی، است که در ۲۰۱۲ منتشر شد. این تک‌آهنگ در آلبوم من برای تو قرار داشت.
این تک‌آهنگ در چارت‌های کانادا، والونیا، اسکاتلند، فرانسه، ایرلند، استرالیا، دانمارک، لهستان، سوئد، فلاندرز، سوئیس، اتریش، بریتانیا، در رتبه اول و در چارت‌های ایتالیا، نروژ، اسپانیا، نیوزلند، جزو ده ترانه اول قرار گرفت.